# Paraophiodina korotneffi
Paraophiodina korotneffi is een soort in de taxonomische indeling van de Myzozoa, een stam van microscopische parasitaire dieren. Het organisme komt uit het geslacht Paraophiodina en behoort tot de familie Ganymedidae. Paraophiodina korotneffi werd in 1975 ontdekt door Theodorides & Desportes.